# Patricio Mardones
Patricio Mardones (17 de julho de 1962) é um ex-futebolista chileno que atuava como meia.

## Carreira
Patricio Mardones integrou a Seleção Chilena de Futebol na Copa América de 1995.